# Хортон-Такер, Тэйлен
Тэ́йлен Джали́ Хо́ртон-Та́кер (англ. Talen Jalee Horton-Tucker; род. 25 ноября 2000 года в Чикаго, штат Иллинойс, США) — американский профессиональный баскетболист, выступающий в Национальной баскетбольной ассоциации за команду «Чикаго Буллз». Играет на позиции атакующего защитника. На студенческом уровне выступал за команду университета штата Айова «Айова Стэйт Сайклонс». На драфте НБА 2019 года он был выбран под сорок шестым номером командой «Орландо Мэджик» и обменян в «Лос-Анджелес Лейкерс». Чемпион НБА 2020 года в составе «Лос-Анджелес Лейкерс».

## Ранние годы и средняя школа
Хортон-Такер родился в Чикаго, Иллинойс. Он рос в Аптауне, на севере Чикаго. Хортон-Такер учился в начальной школе Сэнт-Мэттиас, в которой вывели из обращения номер 5, под которым он выступал.

## Карьера в колледже
Хортон-Такер выбирал между университетом штата Айова, Иллинойским университетом, университетом Ксавье и технологическим институтом Джорджии и остановился на первом университете. 20 ноября 2018 года он набрал лучшие в карьере 26 очков и также лучшие в карьере 14 подборов в победе над Иллинойсом со счётом 84—68. По итогам сезона Хортон-Такер набирал в среднем 11,8 очков, 4,9 подборов, 2,3 передач и 1,3 перехватов за игру.

## Профессиональная карьера

### Лос-Анджелес Лейкерс (2019—2022)
Хортон-Такер был выбран под 46-м номером на драфте НБА 2019 года командой «Орландо Мэджик», после чего был обменян в «Лос-Анджелес Лейкерс» на выбор во втором раунде драфта 2020 года и денежную компенсацию. 13 июля 2019 года он подписал с Лейкерс минимальный контракт на 2 года. Хортон-Такер был отправлен в «Саут-Бей Лейкерс» перед началом сезона в Джи-Лиге. 8 декабря 2019 года дебютировал в НБА, выйдя со скамейки запасных, в победе над «Миннесота Тимбервулвз» со счётом 142—125. Хортон-Такер получил большую роль в составе «Лейкерс» после возобновления сезона в «пузыре». 13 августа 2020 года он впервые вышел в стартовом составе команды НБА и набрал 14 очков, 4 подбора, 3 передачи и 3 перехвата за 34 минуты в поражении от «Сакраменто Кингз» со счётом 122—136. В плей-офф 2020 года Хортон-Такер принял участие в 2 матчах полуфинала Западной конференции против «Хьюстон Рокетс», набрав в сумме 14 очков, 5 подборов и 2 перехвата за 17 минут. После победы «Лейкерс» над «Майами Хит» в финале НБА Хортон-Такер стал вторым самым молодым чемпионом НБА в возрасте 19 лет и 322 дней.
После яркого выступления в предсезонных играх сезона 2020/21 Хортон-Такер закрепился в постоянной ротации «Лейкерс». 10 января 2021 года Хортон-Такер набрал максимальные в карьере 17 очков, выйдя со скамейки запасных в победе над «Хьюстон Рокетс». 4 февраля он набрал 17 очков, выйдя со скамейки запасных в победе над «Денвер Наггетс». 15 марта он набрал новые максимальные в карьере 18 очков и сделал максимальные в карьере 10 передач в победе над «Голден Стэйт Уорриорз». 8 апреля Хортон-Такер был удален на одну игру за то, что покинул скамейку запасных во время перепалки между «Лейкерс» и «Торонто Рэпторс». 11 мая он забил решающий трехочковый в овертайме матча с «Нью-Йорк Никс».
11 октября 2021 года было объявлено, что Хортон-Такер перенесет операцию по восстановлению порванных связок большого пальца правой руки, что выведет его из строя как минимум на четыре недели. В 2022 году во время дедлайна обменов Хортон-Такер едва не был обменян в «Торонто Рэпторс» в рамках сделки с тремя командами, в которой участвовали «Нью-Йорк Никс». 7 апреля 2022 года Хортон-Такер набрал максимальные за карьеру 40 очков в поражении от «Голден Стэйт Уорриорз». В сезоне 2021/22 в составе «Лейкерс» Хортон-Такер набирал в среднем 10 очков и 2,7 передачи.

### Юта Джаз (2022—2024)
25 августа 2022 года Хортон-Такер был обменян вместе со Стэнли Джонсоном в «Юту Джаз» на Патрика Беверли. Хортон-Такер дебютировал за «Джаз» 19 октября, набрав три очка и сделав два перехвата в победе над «Денвер Наггетс». 29 марта 2023 года он набрал максимальные за карьеру 41 очко в победе  над «Сан-Антонио Спёрс».
9 августа 2024 года «Юта» отчислила игрока.

### Чикаго Буллз (2024—настоящее время)
5 сентября 2024 года Хортон-Такер подписал контракт с «Чикаго Буллз».

## Статистика

### Статистика в НБА
| Сезон                                                                                    | Команда | Регулярный сезон | Регулярный сезон | Регулярный сезон | Регулярный сезон | Регулярный сезон | Регулярный сезон | Регулярный сезон | Регулярный сезон | Регулярный сезон | Регулярный сезон | Регулярный сезон | Серия плей-офф | Серия плей-офф | Серия плей-офф | Серия плей-офф | Серия плей-офф | Серия плей-офф | Серия плей-офф | Серия плей-офф | Серия плей-офф | Серия плей-офф | Серия плей-офф |
| Сезон                                                                                    | Команда | GP               | GS               | MPG              | FG%              | 3P%              | FT%              | RPG              | APG              | SPG              | BPG              | PPG              | GP             | GS             | MPG            | FG%            | 3P%            | FT%            | RPG            | APG            | SPG            | BPG            | PPG            |
| ---------------------------------------------------------------------------------------- | ------- | ---------------- | ---------------- | ---------------- | ---------------- | ---------------- | ---------------- | ---------------- | ---------------- | ---------------- | ---------------- | ---------------- | -------------- | -------------- | -------------- | -------------- | -------------- | -------------- | -------------- | -------------- | -------------- | -------------- | -------------- |
| 2019/20                                                                                  | Лейкерс | 6                | 1                | 13,5             | 46,7             | 30,8             | 50,0             | 1,2              | 1,0              | 1,3              | 0,2              | 5,7              | 2              | 0              | 8,5            | 50,0           | 40,0           | 0,0            | 2,5            | 0,0            | 1,0            | 0,0            | 7,0            |
| 2020/21                                                                                  | Лейкерс | 65               | 4                | 20,1             | 45,8             | 28,2             | 77,5             | 2,6              | 2,8              | 1,0              | 0,3              | 9,0              | 4              | 0              | 12,0           | 45,8           | 20,0           | 60,0           | 3,5            | 0,5            | 0,3            | 0,0            | 6,5            |
| 2021/22                                                                                  | Лейкерс | 60               | 19               | 25,2             | 41,6             | 26,9             | 80,0             | 3,2              | 2,7              | 1,0              | 0,5              | 10,0             | Не участвовал  | Не участвовал  | Не участвовал  | Не участвовал  | Не участвовал  | Не участвовал  | Не участвовал  | Не участвовал  | Не участвовал  | Не участвовал  | Не участвовал  |
| 2022/23                                                                                  | Юта     | 65               | 20               | 20,2             | 41,9             | 28,6             | 75,0             | 3,2              | 3,8              | 0,6              | 0,2              | 10,7             | Не участвовал  | Не участвовал  | Не участвовал  | Не участвовал  | Не участвовал  | Не участвовал  | Не участвовал  | Не участвовал  | Не участвовал  | Не участвовал  | Не участвовал  |
| 2023/24                                                                                  | Юта     | 51               | 11               | 19,8             | 39,6             | 33,0             | 80,7             | 2,4              | 3,5              | 0,9              | 0,4              | 10,1             | Не участвовал  | Не участвовал  | Не участвовал  | Не участвовал  | Не участвовал  | Не участвовал  | Не участвовал  | Не участвовал  | Не участвовал  | Не участвовал  | Не участвовал  |
|                                                                                          | Всего   | 247              | 55               | 21,1             | 42,3             | 29,3             | 77,8             | 2,8              | 3,1              | 0,9              | 0,4              | 9,8              | 6              | 0              | 10,8           | 47,2           | 30,0           | 60,0           | 3,2            | 0,3            | 0,5            | 0,0            | 6,7            |
| Наведите курсор мыши на аббревиатуры в заголовке таблицы, чтобы прочесть их расшифровку. |         |                  |                  |                  |                  |                  |                  |                  |                  |                  |                  |                  |                |                |                |                |                |                |                |                |                |                |                |

### Статистика в колледже
| Сезон                                                                                   | Команда     | GP | GS | MPG  | FG%  | 3P%  | FT%  | RPG | APG | SPG | BPG | PPG  |  |
| --------------------------------------------------------------------------------------- | ----------- | -- | -- | ---- | ---- | ---- | ---- | --- | --- | --- | --- | ---- |  |
| 2018/19                                                                                 | Айова Стэйт | 35 | 34 | 27,2 | 40,6 | 30,8 | 62,5 | 4,9 | 2,3 | 1,3 | 0,7 | 11,8 |  |
|                                                                                         | Всего       | 35 | 34 | 27,2 | 40,6 | 30,8 | 62,5 | 4,9 | 2,3 | 1,3 | 0,7 | 11,8 |  |
| Наведите курсор мыши на аббревиатуры в заголовке таблицы, чтобы прочесть их расшифровку |             |    |    |      |      |      |      |     |     |     |     |      |  |